# Ermite terne
Phaethornis squalidus
Espèce
Statut de conservation UICN

 LC  : Préoccupation mineure
Statut CITES
L'Ermite terne (Phaethornis squalidus) est une espèce de colibris de la sous-famille des Phaethornithinae.

## Distribution
L'ermite terne est endémique du Brésil.

Carte de répartition de l'espèce